# Laguna Cabeza de Mar
La laguna Cabeza de Mar es un cuerpo de agua superficial ubicado en la comuna de Punta Arenas de la Región de Magallanes, Chile.

## Ubicación y descripción
Esta laguna aparece en el inventario público de lagos de Chile publicado por la Dirección General de Aguas del Ministerio de Obras Públicas de Chile con las siguientes características:
- Código: 12510096-1
- Latitud:	52G 46M
- Longitud:	70G 58M

Se encuentra en la Intersección Ruta 9 y 255.

## Historia
Luis Risopatrón la describe en su Diccionario Jeográfico de Chile de 1924:: 107 
Cabeza del Mar (Laguna) 52° 45' 70° 57'. Es de alguna estension, se encuentra al SE de la laguna de Los Palos i desagua al E por un rio corto, que presenta vado en bajamar, a la laguna Baja, tributaria de la bahía Pecket, del estrecho de Magallanes; en su ribera N se halla un fundo o estancia de ovejas. 1, V, p. 94; XI, carta de Bertrand (1885); i XXVI, carta 111; 68, p. 45; 134; i 156.